# Flughafen Tours

i7
i11
i13
Der Flughafen Tours (IATA-Code: TUF, ICAO-Code: LFOT) ist ein französischer Flughafen im Département Indre-et-Loire. Er liegt zwischen den Gemeinden Tours und Parçay-Meslay. Der Flughafen wird von der Société Anonyme d’Economie Mixte Locale (SEMAVAL) verwaltet. Der Flughafen dient als Base aérienne 705 Tours auch als Militärflugplatz der französischen Luftstreitkräfte, die nach den „Commandants Jean et François Tulasne“ benannt ist.

## Geschichte
Die Ursprünge des Flughafens reichen in die Zeit des Ersten Weltkrieges zurück, als die Armée de l'Air im November 1915 bei Tours eine Flugschule eröffnete. Neben einer Vielzahl französischer Luftfahrzeugführer wurden auch amerikanische Piloten ausgebildet, und zwar bereits vor Kriegseintritt der USA. Nach diesem wurde der Flugplatz ab Sommer 1917 den American Expeditionary Forces zur Verfügung gestellt, die auf dem Tours Aerodrome ihr Second Aviation Instructional Center betrieben.

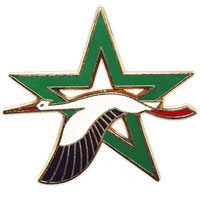
Verbandsabzeichen der Basis 705

Nach Kriegsende wurde der Flugplatz im Unterschied zu vielen anderen Militärflugplätzen von den französischen Luftstreitkräften weiter genutzt. Er beherbergte in den 1920er Jahren das 31. Beobachtungsfliegerregiment, 31e régiment d'aviation d'observation (31e RAO), bestehend aus zwei Gruppen Beobachtungs- und einer Gruppe Aufklärungsflugzeuge mit jeweils zwei Staffeln.
Die zivile Mitnutzung des Aérodrome de Tours St Symphorien begann in den 1930er Jahren und 1933 kam es zu einer Ausweitung der militärischen Nutzung, als der Platz für drei Jahre zusätzlich die Heimat des 2. Jagdgeschwaders (2e régiment de chasse) wurde. Anfang 1937 wurde das 31. Regiment in ein Bombergeschwader (31e escadre de bombardement) umgewandelt während das Aérodrome inzwischen als Basis 109 (B.A. 109) bezeichnet wurde. Anschließend wurde Tours zusätzlich Stützpunkt des neuaufgestellten 51. Bombergeschwaders. Bei Ausbruch des Zweiten Weltkrieges waren die beiden Geschwader mit LéO 45 bzw. Bloch 210 und Breguet 693 ausgerüstet und im Dezember 1939 kam mit der Aufklärungsschule (centre d'instruction de reconnaissance) ein dritter Nutzer hinzu, ausgerüstet mit Potez 63.11.
Die Basis wurde nach dem Waffenstillstand im Juni 1940 während des Zweiten Weltkriegs von der deutschen Luftwaffe, die ihn noch kurz zuvor bombardiert hatte, weiter genutzt. Die I. Gruppe des Kampfgeschwaders 27 (I./KG 27) war zwischen Juli 1940 und Juni 1941 erster hauptsächliche Nutzer, sie flog die He 111H/P.
Im Juli 1943 lagen die Fw 190A der 2. Staffel des Jagdgeschwaders 2 (2./JG 2) zur Nachtflugausbildung für einige Wochen hier. Im gleichen Monat verlegte die mit Ju 88A ausgerüstete Verbandsführerschule für Kampffliegerausbildung ebenfalls nach Tours. Sie wurde Anfang August 1942 zur I. Gruppe des Kampfgeschwaders 60 (I./KG 60) umbenannt. Mitte Oktober des Jahres verlegten die beiden Staffeln der Gruppe nach Banak, während der Stab als Verbandsführerlehrgang in Tours zurückblieb. Er wurde Anfang Februar in Verbandsführerschule des Kampfgeschwaders 101 (VFS KG101) umbenannt. Die beiden Ausbildungsstaffeln blieben hier bis Mai 1944 stationiert, bevor sie nach Ansbach verlegten.
Nach der alliierten Invasion in der nördlich gelegenen Normandie flogen die Fw 190A der I. Gruppe des Schnellkampfgeschwaders 10 (I./SKG 10) im Juni/Juli 1944 von Tours. Ab Anfang Juli operierte die Einheit als III. Gruppe des Kampfgeschwaders 51 (III./KG 51). Tours war während der Nutzung durch die Luftwaffe wiederholt Ziel alliierter Luftangriffe.
Nach Kriegsende wurde der Flugplatz eine NATO-Basis, die insbesondere von der United States Air Force (USAF) genutzt wurde. Ab 1952 wurde sie erneut Heimat der französischen Luftstreitkräfte, als im gleichen Jahr die noch heute genutzte Bahn 02/20 entstand. Zunächst lag hier eine Nachtjagdgruppe, die Groupe de chasse nuit „Lorraine“, die mit Meteor NF.11 ausgerüstet war. Später kamen zwei weitere Gruppen, „Loire“ und „Camargue“ hinzu. Sie bildeten gemeinsam das 30. Allwetter-Jagdgeschwader, 30e escadre de chasse tout temps, das ab 1957 die SNCASO SO-4050 Vautour flog. Die Vautours blieben bis 1961, als sie nach Reims verlegt wurden.
Die zivile Mitnutzung begann im Jahr 1953 erneut, wobei der Flughafen erst ab 1968 durch die TAT mit Passagierflügen bedient wurde. Die erste Flugverbindung erfolgte nach Lyon, die, ab 1997 durch Air Liberté bedient, bis 2001 bestand; zusätzlich stand saisonal London im Flugplan. Einige weitere Verbindungen erwiesen sich als unwirtschaftlich und wurden jeweils bereits nach kurzer Zeit wieder eingestellt. Eingesetzt wurden vorwiegend kleinere Propellerflugzeuge. Die durchschnittlichen jährlichen Passagierzahlen lagen bei 15.000 Personen, in guten Jahren waren es 20.000 Personen. Im Zuge der Pleite der Air Liberté Muttergesellschaft Swissair kam 2001 das Aus.

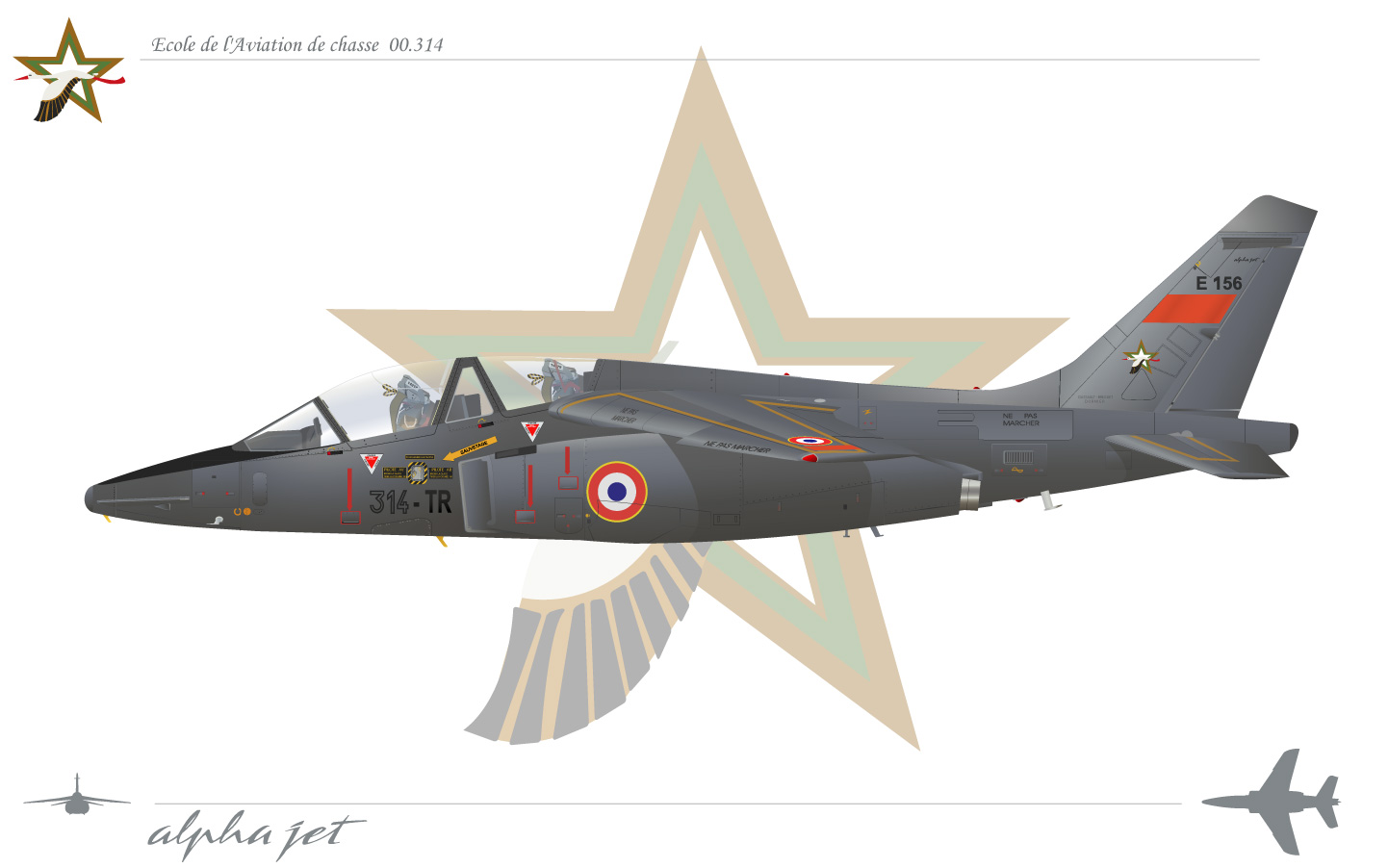
Alpha Jet E, école d'aviation de chasse

Militärischer Hauptnutzer ist seit März 1961 die Ècole de chasse, die Jagdfliegerschule, die damals die Dassault MD.450 Ouragan und die Lockheed T-33 nutzte, wobei erstere nach kurzer Zeit bereits durch die Dassault Mystère IV ersetzt wurde. Seit dieser Zeit werden auch Angehörige der Marineflieger in Tours geschult. Die Umrüstung auf Alpha Jets erfolgte zwischen 1979 und 1981, als die T-33 außer Dienst gestellt wurden. Der Schule unterstanden zwei Ausbildungsstaffeln, Escadron d’instruction en vol (EIV).
Im Jahr 2002 kam es zu einem zivilen Neustart als die Billigfluggesellschaft Buzz eine Linie nach Stanstead einrichtete. Im folgenden Jahr wurde Buzz von Ryanair übernommen und in den folgenden Jahren kamen weitere Verbindungen hinzu, wobei Ryanair das Gros der Verbindungen bedient.
Die Ècole d'aviation de chasse (EAC), so der Name der Jagdfliegerschule seit 1994, wurde mit der Außerdienststellung der Alpha Jets 2020 außer Dienst gestellt. Der letzte Nachtflug fand im Mai 2020 statt und am 5. Juni 2020 wurde die EAC offiziell außer Dienst gestellt.

## Militärische Nutzung
Nach der Verlegung der Jagdfliegerausbildung auf die Basis 709 in Cognac im Sommer 2020 findet kein regelmäßiger militärischer Flugbetrieb mehr in Tours statt. Hier sind noch eine Division zur Ausbildung am Boden, eine Standardisierungseinrichtung sowie die Wartungseinheit für die Luftfahrzeuge stationiert.

## Verkehrsanbindung
- Auto: Autobahn A10, Ausfahrt N° 20 Richtung Tours, der Beschilderung folgen
- Zug: SNCF bis Tours, Shuttlebus vom Busbahnhof zum Flughafen

## Zwischenfälle
- Am 4. September 1983 wurde eine Beechcraft 99 der französischen Touraine Air Transport (TAT) (Luftfahrzeugkennzeichen F-BUYG) bei einem Landeunfall auf dem Flughafen Tours-St Symphorien irreparabel beschädigt. Alle Insassen der auf einem Inlandsflug befindlichen Maschine überlebten.[5]